# Eerste nationale (herenhandbal)
De eerste nationale, is de hoogste afdeling van het Belgische handbal. 

## Competitie
De competitie ontstond in 1957 en er nemen tien teams aan deel. De inrichtende macht is de Koninklijke Belgische Handbalbond (KBHB). De grootste ploegen Initia HC Hasselt (13x), VOO HC Herstal-Flémalle ROC (11x) en Sporting Neerpelt die elks 10x landskampioen werden. KV Sasja HC Hoboken werd vijfmaal landskampioen en United HC Tongeren ten slotte viermaal.

### Geschiedenis

#### Jaren 50
In de begindagen van het Belgische handbal werd de sport beoefend op het veld in plaats van in de zaal. In de lente van het jaar 1950 werd een eerste niet-officiële competitie opgestart bestaande uit zes clubs. Hierover zijn echter geen gegevens meer terug te vinden. Het daaropvolgende jaar vonden er een lente- en een herfsttornooi plaats. Aan dat lentetornooi namen HC Welta, Geuzen HC, Uilenspiegel Wilrijk HC, Brabo HC Antwerpen en Wildzang HC deel. Eindwinst was er voor Welta HC. Aan het herfsttornooi uit datzelfde jaar namen dezelfde clubs deel uitgebreid met Olympic HC en HC Aalst deel. De eindoverwinning was ditmaal voor Geuzen HC.
De eerste echte competitie vond plaats tijdens het seizoen 1951-'52. Deelnemers waren Eendracht Mechelen, Welta HC, Brabo HC Antwerpen, Uilenspiegel WIlrijk HC, Geuzen HC, Wildzang HC, Olympic HC, Pallieters Lier HC en HC Sparta Aalst. De eerste landstitel was voor Welta HC. De Pallieters uit Lier en de Aalstenaars Promotie en degradeerden. Zij werden vervangen door Eburonen Tongeren HC en Sparta Aalst HC. Tijdens de competitie van '52-'53 behaalde Wildzang HC de titel, degradatie was er voor Olympic HC. Brabo HC verdween eveneens uit de hoofdreeks, waardoor voortaan nog slechts negen clubs in de hoogste klasse aantraden. Eendracht Mechelen veranderde zijn naam in Malinois HC en de promotie naar eerste klasse was weggelegd voor Lyra HC.
De eerste officiële zaalcompetitie in België nam een aanvang tijdens het seizoen 1958-'59. Daar er op dit ogenblik nog geen valabele sportzalen in Wallonië waren en slechts twee in Vlaanderen, werden in de beginjaren alle wedstrijden afgewerkt in de Groentehal te Mechelen en het Sportcentrum te Antwerpen. De eerste klasse bestond in dat eerste seizoen uit acht clubs, met name Rijkswacht, Lyra HC, Sparta Aalst HC, Geuzen HC, Beyne, ROC Flémalle, Jupille HC en Herstal HC. ROC Flémalle slaagde erin tijdens dat eerste seizoen handbal in België de competitie ongeslagen af te sluiten en de eerste landstitel mee naar huis te nemen. Beyne werd vice-kampioen en Rijkswacht eervol derde. Geuzen en Aalst degradeerden. Het daarop volgende seizoen werd het aantal clubs in de eerste nationale herenreeks verhoogd tot 9, wat maakte dat er dat jaar drie clubs promoveerden: Verviers HC, Unif HC en Malinois naar de hoogste competitie. ROC Flémalle slaagde er ook dat jaar in om de competitie ongeslagen af te werken. Lyra en Verviers degradeerden. Speler van het jaar werd Richard Lespagnard van ROC Flémalle.

#### Jaren 60
Tijdens het seizoen 1960-'61 werd de samenstelling van de eerste klasse uitgebreid van negen naar twaalf clubs. De vijf nieuwkomers waren Sasja HC Hoboken, Uilenspiegel Wilrijk HC, Wandre HC, Politie Brussel HC en Dendermonde HC. ROC Flémalle volgde zichzelf op als landskampioen, wederom zonder puntenverlies. Degradatie was er voor het team van de rijkswacht en dat uit Herstal. Zij werden vervangen door Schaarbeek HC en Seraing HC. Speler van het jaar was Marcel Dewar van ROC Flémalle. 
Het daaropvolgende seizoen behaalde ROC Flémalle weerom de landstitel binnen, dalers waren dit seizoen de clubs uit Wandre en Jupille-sur-Meuse. Een opmerkelijk feit uit dit seizoen was de transfer van de volledige kern van Uilenspiegel Wilrijk HC naar Antwerpse HC, een van de nieuwkomers in de hoogste klasse. De andere club was HC Ambiorix Tongeren. De trofee Speler van het jaar werd uitgereikt aan Richard Lespagnard van ROC Flémalle. Politie Brussel HC veranderde zijn naam naar Aedeis Brussel. 
Tijdens het seizoen 1962-'63 konden de ploegen van Ambiorix en de Brusselse Politie zich niet handhaven in de hoogste klasse. Zij werden aan het einde van de rit vervangen door Sparta Aalst HC en Herstal HC. ROC Flémalle behaalde zijn vijfde landstitel en speler van het jaar was Jean Mossoux van diezelfde club.